# راسيل شتاين
راسيل شتاين (بالإنجليزية: Russ Stein)‏ هو لاعب كرة قدم أمريكية أمريكي، ولد في 21 أبريل 1896 في وارن في الولايات المتحدة، وتوفي بنفس المكان في 1 يونيو 1970.

## وصلات خارجية
- راسيل شتاين على موقع مرجع كرة القدم المحترفة.كوم (الإنجليزية)